# Knight Mare
Knight Mare és el tercer EP de la banda 12012, lliurat el 3 de novembre del 2004, sent el segon lliurament amb tres mesos de campanya.

## Llista de temes
1. "Nightmare" - 00:43
2. "Shinsoku" (浸色) - 4:23
3. "Aren't you Dead Yet?" - 4:36
4. "Sheep" - 5:39
5. "Hai Oru Karada" (灰降ル躰) - 5:40